# Place of Paisley

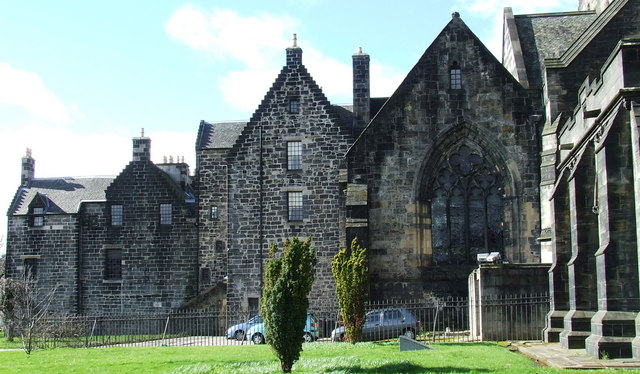
Place of Paisley

Place of Paisley ist ein ehemaliges Pfarrhaus und Herrenhaus in der schottischen Stadt Paisley in der Council Area Renfrewshire. 1971 wurde das Bauwerk in die schottischen Denkmallisten in die höchste Kategorie A aufgenommen.

## Geschichte
Der Place of Paisley ist das ehemalige Pfarrhaus der Paisley Abbey. Der Bau des Klosters wurde auf Geheiß Walter FitzAlans im Jahre 1163 begonnen. Mit dem Einsturz des Glockenturms der zugehörigen Kirche wurden die Seitenschiffe sowie das Querhaus zerstört. Sie wurden nicht wiederaufgebaut. Lediglich das Hauptschiff wurde fortan genutzt. Seit der Auflösung des Klosters im Zuge der schottischen Reformation im Jahre 1560 ist die Kirche Pfarrkirche von Paisley.
Das Pfarrhaus wurde wahrscheinlich im frühen 17., eventuell auch schon im späten 16. Jahrhundert für den Kommendator Claud Hamilton errichtet. Später bewohnten seine Nachfahren die Earls of Abercorn und schließlich die Earls of Dundonald das Anwesen. Im Jahre 1675 wurde am Südende ein geräumiger Anbau hinzugefügt. Im 18. und 19. Jahrhundert wurde das Gebäude als Gaststätte und Handwerkerbehausung genutzt. Der alte Westflügel wurde 1874 niedergerissen. Nachdem die Kirche das Gebäude 1907 zurückgekauft hatte, wurde zu Beginn der 1960er Jahre der Place of Paisley restauriert und ein Turm wiederaufgebaut. Heute beherbergt das Gebäude einen Geschenkeladen und ein touristisches Cafe.

## Beschreibung
Der Place of Paisley befindet sich im Stadtzentrum von Paisley und grenzt direkt südlich an die Paisley Abbey an. Das Mauerwerk besteht aus Bruchstein; bei den neueren Gebäudeteilen aus behauenem Quaderstein. Der vierstöckige Flügel im Nordosten weist einen T-förmigen Grundriss auf und grenzt an die St Mirren’s Chapel an. Als Fenster sind Sprossenfenster verbaut. Die Giebel sind als Staffelgiebel gearbeitet und das Dach mit Schiefer eingedeckt. Der neuere Anbau im Süden weist einen L-förmigen Grundriss auf. Er ist zweistöckig und ist dem älteren Gebäudeteil nachempfunden. An der Westseite ragen zwei Türme mit quadratischem Grundriss auf. Der nördliche der beiden schließt mit einem schiefergedeckten Pyramidendach, der südliche ist in das Walmdach des Flügels integriert.